# Heineken Cup 2008-2009
Heineken Cup 2008-09 (in inglese 2008-09 Heineken Cup; in francese H Cup 2008-09) fu la 14ª edizione della massima competizione europea per club di rugby a 15.
Si tenne dal 10 ottobre 2008 al 23 maggio 2009 tra 24 squadre provenienti da Francia, Inghilterra, Galles, Irlanda, Italia e Scozia nel consolidato formato di sei gironi da quattro squadre ciascuno con passaggio ai quarti della vincitrice di ogni girone più le due migliori seconde.
Lo spareggio italo-celtico per determinare il 24° club partecipante non ebbe luogo a causa della mancata designazione del concorrente da parte della Federazione Italiana Rugby.
Essendo infatti la data prevista dello spareggio il 31 maggio 2008, non fu possibile comunicare in tempo utile la squadra terza classificata del Super 10 2007-08 destinata a disputarlo, in quanto a tale data avrebbe dovuto ancora disputarsi la semifinale di ritorno del campionato; a seguito di tale rinuncia l'ammissione automatica fu riservata alla gallese Newport Gwent Dragons.
La semifinale tra le irlandesi Leinster e Munster al Croke Park di Dublino marcò l'allora record di pubblico per un incontro di club con 82208 spettatori, che resistette fino al 2014 quando fu battuto da Wembley.
Nella finale tenutasi allo stadio di Murrayfield di Edimburgo, il citato Leinster batté 19-16 l'inglese Leicester, vincendo così la coppa per la prima volta nella sua storia.
Il valore delle marcature, come stabilito dall’IRFB nel 1992, era: 5 punti per ciascuna meta (7 se trasformata), 3 punti per la realizzazione di ciascun calcio piazzato, idem per il drop.

## Formula
Le squadre furono ripartite in sei gironi da quattro squadre ciascuno.
Ai quarti di finale accedettero la prima classificata di ciascuno dei sei gironi più le due seconde migliori classificate per punteggio e differenza punti marcati.
Il punteggio ai fini della classifica fu quello a bonus dell'Emisfero Sud, che per ogni partita prevede:
- 4 punti per la vittoria
- 2 punti ciascuno per il pareggio
- 0 punti per la sconfitta
- 1 punto aggiuntivo per la o le squadre che realizzino almeno 4 mete
- 1 eventuale punto per la squadra sconfitta con sette o meno punti di scarto.

Le squadre prime classificate, in ordine decrescente di punteggio in classifica e, a parità di esso, di differenza punti marcati/subiti, occuparono i posti del seeding da 1 a 6; le seconde classificate, ordinate secondo lo stesso criterio, i posti 7 e 8.
I quarti di finale videro le squadre con il ranking da 1 a 4 affrontare in gara unica sul proprio campo quelle con seeding rispettivamente da 8 a 5 secondo il seguente ordine:
1. seeding 1 – seeding 8
2. seeding 2 – seeding 7
3. seeding 3 – seeding 6
4. seeding 4 – seeding 5

Le due semifinali furono determinate per sorteggio in gara unica, in sede da stabilire a cura di ERC.
La finale si tenne in gara unica allo stadio di Murrayfield di Edimburgo.

## Squadre partecipanti
| Girone A                  | Girone B                   | Girone C                 |
| ------------------------- | -------------------------- | ------------------------ |
| Clermont (Francia)        | Castres (Francia)          | Benetton (Italia)        |
| Montauban (Francia)       | Edimburgo (Scozia)         | Leicester (Inghilterra)  |
| Munster (Irlanda)         | Leinster (Irlanda)         | Ospreys (Galles)         |
| Sale Sharks (Inghilterra) | London Wasps (Inghilterra) | Perpignano (Francia)     |
| Girone D                  | Girone E                   | Girone F                 |
| Harlequins (Inghilterra)  | Bath (Inghilterra)         | Biarritz (Francia)       |
| Scarlets (Galles)         | Glasgow Warriors (Scozia)  | Calvisano (Italia)       |
| Stade français (Francia)  | Newport G.D. (Galles)      | Cardiff Blues (Galles)   |
| Ulster (Irlanda)          | Tolosa (Francia)           | Gloucester (Inghilterra) |

## Fase a gironi

### Girone A
|            | Incontri                |       |
| ---------- | ----------------------- | ----- |
| 10-10-2008 | Munster – Montauban     | 19-17 |
| 11-10-2008 | Clermont – Sale Sharks  | 15-32 |
| 19-10-2008 | Sale Sharks – Munster   | 16-24 |
| 19-10-2008 | Montauban – Clermont    | 19-24 |
| 5-12-2008  | Sale Sharks – Montauban | 36-6  |
| 7-12-2008  | Clermont – Munster      | 25-19 |
| 13-12-2008 | Munster – Clermont      | 23-13 |
| 13-12-2008 | Montauban – Sale Sharks | 16-12 |
| 16-1-2009  | Munster – Sale Sharks   | 37-14 |
| 16-1-2009  | Clermont – Montauban    | 43-10 |
| 24-1-2009  | Sale Sharks – Clermont  | 26-17 |
| 25-1-2009  | Montauban – Munster     | 13-39 |

#### Classifica
| Pos | Squadra     | G | V | N | P | PF  | PS  | P±  | BP | PT |
| --- | ----------- | - | - | - | - | --- | --- | --- | -- | -- |
| A1  | Munster     | 6 | 5 | 0 | 1 | 161 | 98  | 63  | 3  | 23 |
| A2  | Sale Sharks | 6 | 3 | 0 | 3 | 136 | 115 | 21  | 3  | 15 |
| A3  | Clermont    | 6 | 3 | 0 | 3 | 137 | 129 | 8   | 1  | 13 |
| A4  | Montauban   | 6 | 1 | 0 | 5 | 81  | 173 | −92 | 2  | 6  |

### Girone B
|            | Incontri             |       |
| ---------- | -------------------- | ----- |
| 11-10-2008 | Edimburgo – Leinster | 16-27 |
| 12-10-2008 | Wasps – Castres      | 25-11 |
| 18-10-2008 | Leinster – Wasps     | 41-11 |
| 18-10-2008 | Castres – Edimburgo  | 6-13  |
| 5-12-2008  | Edimburgo – Wasps    | 16-25 |
| 6-12-2008  | Leinster – Castres   | 33-3  |
| 12-12-2008 | Castres – Leinster   | 18-15 |
| 14-12-2008 | Wasps – Edimburgo    | 19-11 |
| 16-1-2009  | Edimburgo – Castres  | 32-14 |
| 17-1-2009  | Wasps – Leinster     | 19-12 |
| 25-1-2009  | Leinster – Edimburgo | 12-3  |
| 25-1-2009  | Castres – Wasps      | 21-15 |

#### Classifica
| Pos | Squadra      | G | V | N | P | PF  | PS  | P±  | BP | PT |
| --- | ------------ | - | - | - | - | --- | --- | --- | -- | -- |
| B1  | Leinster     | 6 | 4 | 0 | 2 | 140 | 70  | 70  | 4  | 20 |
| B2  | London Wasps | 6 | 4 | 0 | 2 | 114 | 112 | 2   | 1  | 17 |
| B3  | Edimburgo    | 6 | 2 | 0 | 4 | 91  | 103 | −12 | 1  | 9  |
| B4  | Castres      | 6 | 2 | 0 | 4 | 73  | 133 | −60 | 1  | 9  |

### Girone C
|            | Incontri               |       |
| ---------- | ---------------------- | ----- |
| 10-10-2008 | Perpignano – Benetton  | 27-16 |
| 12-10-2008 | Leicester – Ospreys    | 12-6  |
| 18-10-2008 | Benetton – Leicester   | 16-60 |
| 18-10-2008 | Ospreys – Perpignano   | 15-9  |
| 6-12-2008  | Ospreys – Benetton     | 68-8  |
| 6-12-2008  | Leicester – Perpignano | 38-27 |
| 13-12-2008 | Benetton – Ospreys     | 16-36 |
| 14-12-2008 | Perpignano – Leicester | 26-20 |
| 17-1-2009  | Leicester – Benetton   | 52-0  |
| 17-1-2009  | Perpignano – Ospreys   | 17-15 |
| 24-1-2009  | Ospreys – Leicester    | 15-9  |
| 24-1-2009  | Benetton – Ospreys     | 16-48 |

#### Classifica
| Pos | Squadra    | G | V | N | P | PF  | PS  | P±   | BP | PT |
| --- | ---------- | - | - | - | - | --- | --- | ---- | -- | -- |
| C1  | Leicester  | 6 | 4 | 0 | 2 | 191 | 90  | 101  | 5  | 21 |
| C2  | Ospreys    | 6 | 4 | 0 | 2 | 155 | 71  | 84   | 4  | 20 |
| C3  | Perpignano | 6 | 4 | 0 | 2 | 154 | 120 | 34   | 2  | 18 |
| C4  | Benetton   | 6 | 0 | 0 | 6 | 72  | 291 | −219 | 0  | 0  |

### Girone D
|            | Incontri                    |       |
| ---------- | --------------------------- | ----- |
| 11-10-2008 | Scarlets – Harlequins       | 22-29 |
| 11-10-2008 | Ulster – Stade français     | 10-26 |
| 18-10-2008 | Stade français – Scarlets   | 37-15 |
| 18-10-2008 | Harlequins – Ulster         | 42-21 |
| 5-12-2008  | Ulster – Scarlets           | 26-16 |
| 6-12-2008  | Stade français – Harlequins | 10-15 |
| 12-12-2008 | Scarlets – Ulster           | 16-16 |
| 13-12-2008 | Harlequins – Stade français | 19-17 |
| 17-1-2009  | Ulster – Harlequins         | 21-10 |
| 18-1-2009  | Scarlets – Stade français   | 31-17 |
| 24-1-2009  | Harlequins – Scarlets       | 29-24 |
| 24-1-2009  | Stade français – Ulster     | 24-19 |

#### Classifica
| Pos | Squadra        | G | V | N | P | PF  | PS  | P±  | BP | PT |
| --- | -------------- | - | - | - | - | --- | --- | --- | -- | -- |
| D1  | Harlequins     | 6 | 5 | 0 | 1 | 144 | 115 | 29  | 2  | 22 |
| D2  | Stade français | 6 | 3 | 0 | 3 | 131 | 109 | 22  | 3  | 15 |
| D3  | Ulster         | 6 | 2 | 1 | 3 | 113 | 134 | −21 | 1  | 11 |
| D4  | Scarlets       | 6 | 1 | 1 | 4 | 124 | 154 | −30 | 2  | 8  |

### Girone E
|            | Incontri          |       |
| ---------- | ----------------- | ----- |
| 11-10-2008 | Dragons – Glasgow | 32-22 |
| 12-10-2008 | Tolosa – Bath     | 18-16 |
| 17-10-2008 | Glasgow – Tolosa  | 16-22 |
| 18-10-2008 | Bath – Dragons    | 13-9  |
| 6-12-2008  | Tolosa – Dragons  | 26-7  |
| 7-12-2008  | Bath – Glasgow    | 35-31 |
| 13-12-2008 | Dragons – Tolosa  | 13-26 |
| 14-12-2008 | Glasgow – Bath    | 19-25 |
| 17-1-2009  | Tolosa – Glasgow  | 26-33 |
| 18-1-2009  | Dragons – Bath    | 12-15 |
| 25-1-2009  | Bath – Tolosa     | 3-3   |
| 25-1-2009  | Glasgow – Dragons | 13-10 |

#### Classifica
| Pos | Squadra          | G | V | N | P | PF  | PS  | P±  | BP | PT |
| --- | ---------------- | - | - | - | - | --- | --- | --- | -- | -- |
| E1  | Bath             | 6 | 4 | 1 | 1 | 107 | 92  | 15  | 3  | 21 |
| E2  | Tolosa           | 6 | 4 | 1 | 1 | 121 | 88  | 33  | 2  | 20 |
| E3  | Glasgow Warriors | 6 | 2 | 0 | 4 | 134 | 150 | −16 | 4  | 12 |
| E4  | Newport G.D.     | 6 | 1 | 0 | 5 | 83  | 115 | −32 | 3  | 7  |

### Girone F
|            | Incontri               |       |
| ---------- | ---------------------- | ----- |
| 11-10-2008 | Calvisano – Cardiff    | 20-56 |
| 11-10-2008 | Gloucester – Biarritz  | 22-10 |
| 18-10-2008 | Biarritz – Calvisano   | 41-10 |
| 19-10-2008 | Cardiff – Gloucester   | 37-24 |
| 5-12-2008  | Cardiff – Biarritz     | 21-17 |
| 6-12-2008  | Calvisano – Gloucester | 17-40 |
| 13-12-2008 | Biarritz – Cardiff     | 6-10  |
| 13-12-2008 | Gloucester – Calvisano | 48-5  |
| 17-1-2009  | Calvisano – Biarritz   | 15-23 |
| 18-1-2009  | Gloucester – Cardiff   | 12-16 |
| 23-1-2009  | Cardiff – Calvisano    | 62-20 |
| 23-1-2009  | Biarritz – Gloucester  | 24-10 |

#### Classifica
| Pos | Squadra       | G | V | N | P | PF  | PS  | P±   | BP | PT |
| --- | ------------- | - | - | - | - | --- | --- | ---- | -- | -- |
| F1  | Cardiff Blues | 6 | 6 | 0 | 0 | 202 | 99  | 103  | 3  | 27 |
| F2  | Biarritz      | 6 | 3 | 0 | 3 | 121 | 88  | 33   | 3  | 15 |
| F3  | Gloucester    | 6 | 3 | 0 | 3 | 156 | 109 | 47   | 3  | 15 |
| F4  | Calvisano     | 6 | 0 | 0 | 6 | 87  | 270 | −183 | 0  | 0  |

## Seedingdopo la fase a gironi
| Pos | Squadra        | G | V | N | P | PF  | PS  | DP   | BMP | Pt |
| --- | -------------- | - | - | - | - | --- | --- | ---- | --- | -- |
| 1   | Cardiff Blues  | 6 | 6 | 0 | 0 | 202 | 99  | +103 | 3   | 27 |
| 2   | Munster        | 6 | 5 | 0 | 1 | 161 | 98  | +63  | 3   | 23 |
| 3   | Harlequins     | 6 | 5 | 0 | 1 | 144 | 115 | +29  | 2   | 22 |
| 4   | Leicester      | 6 | 4 | 0 | 2 | 191 | 90  | +101 | 5   | 21 |
| 5   | Bath           | 6 | 4 | 1 | 1 | 107 | 92  | +15  | 3   | 21 |
| 6   | Leinster       | 6 | 4 | 0 | 2 | 140 | 70  | +70  | 4   | 20 |
| 7   | Ospreys        | 6 | 4 | 0 | 2 | 155 | 71  | +84  | 4   | 20 |
| 8   | Tolosa         | 6 | 4 | 1 | 1 | 121 | 88  | +33  | 2   | 20 |
| 9   | Sale Sharks    | 6 | 3 | 0 | 3 | 136 | 115 | +21  | 3   | 15 |
| 10  | London Wasps   | 6 | 4 | 0 | 2 | 114 | 112 | +2   | 1   | 17 |
| 11  | Biarritz       | 6 | 3 | 0 | 3 | 121 | 88  | +33  | 3   | 15 |
| 12  | Stade français | 6 | 3 | 0 | 3 | 131 | 109 | +22  | 3   | 15 |

## Play-off
|  | Quarti di finale | Quarti di finale | Quarti di finale |           |               | Semifinali    | Semifinali | Semifinali |  |  | Finale | Finale | Finale |  |
|  |                  |                  |                  |           |               |               |            |            |  |  |        |        |        |  |
|  | 1                | Cardiff Blues    | 9                |           |               |               |            |            |  |  |        |        |        |  |
|  | 1                | Cardiff Blues    | 9                |           |               |               |            |            |  |  |        |        |        |  |
|  | 8                | Tolosa           | 6                |           |               |               |            |            |  |  |        |        |        |  |
|  | 8                | Tolosa           | 6                |           | Cardiff Blues | Cardiff Blues | 26         |            |  |  |        |        |        |  |
|  |                  |                  |                  |           | Cardiff Blues | Cardiff Blues | 26         |            |  |  |        |        |        |  |
|  |                  |                  | Leicester        | Leicester | 26            |               |            |            |  |  |        |        |        |  |
|  | 4                | Leicester        | Leicester        | Leicester | 26            | 20            |            |            |  |  |        |        |        |  |
|  | 4                | Leicester        |                  |           |               |               |            |            |  |  |        |        |        |  |
|  | 5                | Bath             | 15               |           |               |               |            |            |  |  |        |        |        |  |
|  | 5                | Bath             | 15               |           | Leicester     | Leicester     | 16         |            |  |  |        |        |        |  |
|  |                  |                  |                  |           |               |               |            |            |  |  |        |        |        |  |
|  |                  |                  | Leinster         | Leinster  | 19            |               |            |            |  |  |        |        |        |  |
|  | 2                | Munster          | Leinster         | Leinster  | 19            | 43            |            |            |  |  |        |        |        |  |
|  | 2                | Munster          |                  |           |               |               |            |            |  |  |        |        |        |  |
|  | 7                | Ospreys          | 9                |           |               |               |            |            |  |  |        |        |        |  |
|  | 7                | Ospreys          | 9                |           | Munster       | Munster       | 6          |            |  |  |        |        |        |  |
|  |                  |                  |                  |           | Munster       | Munster       | 6          |            |  |  |        |        |        |  |
|  |                  |                  | Leinster         | Leinster  | 25            |               |            |            |  |  |        |        |        |  |
|  | 3                | Harlequins       | Leinster         | Leinster  | 25            | 5             |            |            |  |  |        |        |        |  |
|  | 3                | Harlequins       |                  |           |               |               |            |            |  |  |        |        |        |  |
|  | 6                | Leinster         | 6                |           |               |               |            |            |  |  |        |        |        |  |

### Quarti di finale
| Arbitro: | Chris White |

|                    |      |                           |
| Blair 3’, 30’, 57’ | c.p. | 5’ Michalak 64’ D. Skrela |

| Arbitro: | Alan Lewis |

|                               |      |                       |
| Dupuy 79’                     | mt   | 35’ Berne 64’ Maddock |
|                               | tr   | 35’ B. James          |
| Vesty 19’, 21’, 50’, 56’, 66’ | c.p. | 44’ B. James          |

| Arbitro: | Wayne Barnes |

|                                          |      |                    |
| Warwick 34’ O’Connell 55’ Earls 62’, 64’ | mt   |                    |
| O’Gara 34’, 55’, 62’, 64’                | tr   |                    |
| O’Gara 14’, 19’, 49’                     | c.p. | 17’, 29’, 46’ Hook |
| Warwick 39’, 58’                         | drop |                    |

| Arbitro: | Nigel Owens |

|           |      |                       |
| Brown 65’ | mt   |                       |
|           | c.p. | 15’, 39’ F. Contepomi |

### Semifinali
| Arbitro: | Nigel Owens |

|                 |      |                                             |
|                 | mt   | 30’ D’Arcy 42’ Fitzgerald 61’ B. O'Driscoll |
|                 | tr   | 42’, 61’ Sexton                             |
| O’Gara 18’, 36’ | c.p. | 26’ Sexton                                  |
|                 | drop | 15’ F. Contepomi                            |

| Arbitro: | Alain Rolland |

|                                                                     |                      |                                                             |
| Roberts 73’ T.James 74’                                             | mt                   | 21’ Hamilton 45’ G. Murphy                                  |
| Blair 73’, 74’                                                      | tr                   | 21’, 45’ Dupuy                                              |
| Halfpenny 27’, 35’                                                  | c.p.                 | 24’, 38’, 54’, 56’ Dupuy                                    |
| Blair 14’, 33’                                                      | drop                 |                                                             |
| Blair N. Robinson Halfpenny Sweeney James Shanklin Rees M. Williams | Calci piazzati 6 – 7 | Dupuy Vesty G. Murphy J. Murphy Hamilton Mauger Newby Crane |

### Finale
| Arbitro: | Nigel Owens |

|                    |      |                          |
| B. Woods 38’       | mt   | 49’ Heaslip              |
| Dupuy 38’          | tr   | 49’ Sexton               |
| Dupuy 8’, 33’, 42’ | c.p. | 24’, 70’ Sexton          |
|                    | drop | 5’ O’Driscoll 17’ Sexton |